# Cresta (carúncula)

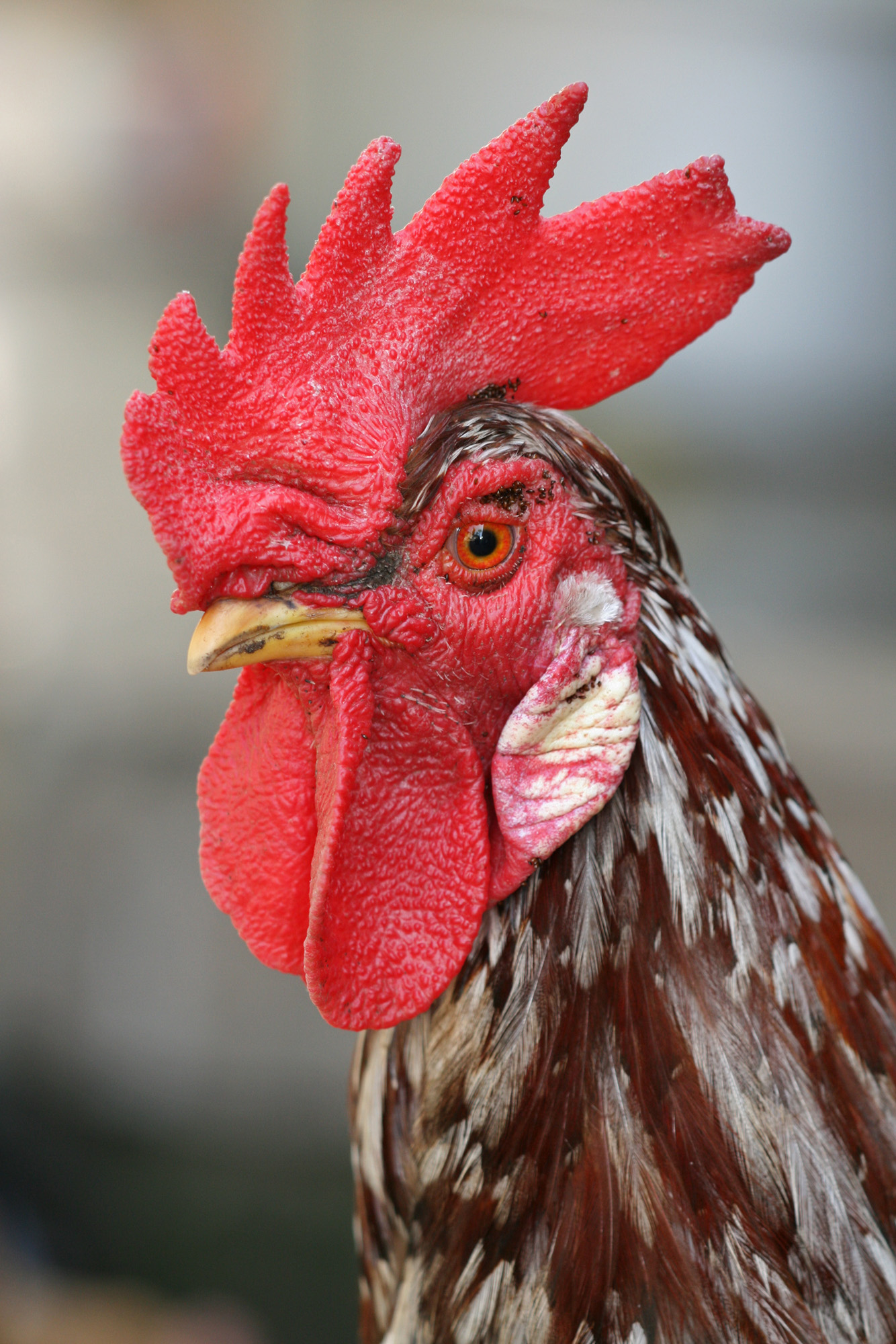
Cresta de gallo.

La cresta es una protuberancia caruncular situada de forma longitudinal que presentan algunas especies de aves galliformes en la parte superior de la cabeza. Las crestas de las aves generalmente están vivamente coloreadas. Es un carácter sexual secundario que se desarrolla totalmente con la madurez sexual y distingue a los machos de las hembras. La intensidad de su coloración y turgencia están regulados por las hormonas sexuales y se intensifican durante la época de cría. 

## Funciones de la cresta
- Es un elemento de atracción sexual durante la parada nupcial.
- En las aves de origen tropical (Gallus gallus) desempeña un papel en la termorregulación del animal.
- Desempeña algún papel en la inmunidad ya que se inflama rápidamente con las infecciones.

## Tipos de cresta en las aves
Por su forma y configuración las crestas pueden clasificarse en los siguientes grupos:
- Sencilla: es una cresta vertical simple formada por una sola lámina aserrada o dentada, siendo la propia del gallo de Bankiva, tronco más ancestral de las variedades de gallináceas. Pueden ser de tamaño grande, mediano o pequeño.

- Doble: en estas crestas no hay puntas o adquieren mayor superficie de implantación, pero sin terminar en punta como las anteriores.

- Rosa: son crestas bajas y aplanadas, con una superficie granulosa o dentada, finalizada posteriormente por una punta libre y dispuesta horizontalmente.

- Nuez: se denomina con este nombre cuando la cresta se limita a ser una simple mamelón carnoso, sin dientes o formas estructuradas. Cuando es de color amoratado y forma un mamelón en la parte anterior de la cabeza, se denomina cresta con mora. Cuando estas crestas son elevadas se denominan crestas de clavillo, de almohadilla o de fresa.

- Bifurcada: está formada por dos láminas o puntas que se mantienen separadas y paralelas, en formas o disposiciones diversas.

- Coronada o de copa: está formada por una base plana, de cuyos bordes surgen diversas puntas o dientes que en conjunto se asemejan a una copa o corona.